# Шельдов Анатолій Микитович
Анатолій Микитович Шельдов (біл. Шэльдаў Анатоль Мікіціч) (1930 — 10 березня 2008) — білоруський дипломат. Постійний представник Республіки Білорусь в ООН (1980—1986).

## Життєпис
Народився 1930 року. 1948 року закінчив школу № 401 (зараз «Ліцей № 1581») в Москві із золотою медаллю. Випускник Інституту міжнародних відносин.
Працював в МЗС Білоруської РСР референтом-перекладачем, другим секретарем, радником, заступником міністра закордонних справ Білоруської РСР. Член ЦК КП Білорусі. Підписав від імені Білорусі Статут ООН.
У 1980—1986 рр. — був постійним представником в Раді Безпеки ООН від БРСР.
У 1986—1991 рр. — заступник міністра закордонних справ Білоруської РСР. Міністр закордонних справ Білорусі Кравченко Петро Кузьмич так характеризував свого заступника:
|  | Мій заступник Анатолій Шельдов, що дістався в спадок від Гуриновича, на кожну мою ініціативу відгукувався однаковою фразою: - Петро Кузьмич, це неможливо, тому що це просто неможливо. - І додавав: - Просто ви ще не все розумієте. Неважко уявити, яких нервів коштує робота з таким заступником. І коли в травні 1991 року йому виповнилося 60 років, я, не відчуваючи жодних докорів, відправив його на пенсію. Навколо Шельдова групувалися кілька таких же ретроградів, похмуро налаштованих проти будь-яких змін. |

.
З 1991 року вийшов на пенсії, жив у Мінську.

## Автор перекладів
- ЧЕЛОВЕК С «АРХАНГЕЛА» (руск.)  // КОНАН ДОЙЛЬ СОБРАНИЕ СОЧИНЕНИЙ В 12(+1) тт.. — М.: изд-во "Россия", 1992-1997. — Т. 5. — С. 420—441. — ISBN 5-88274-089-4.